# Estado mental de risco
Estado mental de risco é a denominação utilizada para definir um conjunto de sinais e sintomas psiquiátricos que não são graves, frequentes ou duradouros o suficiente para o diagnóstico de nenhum transtorno psiquiátrico, mas que prejudicam o funcionamento da pessoa ou trazem sofrimento. Em alguns casos, os sintomas se tornam progressivamente mais intensos, duradouros e frequentes, até serem suficientes para caracterizarem uma doença psiquiátrica. Em outros, os sintomas permanecem inalterados e em um terceiro grupo, diminuem progressivamente ou desaparecem espontaneamente. O conceito de estado mental de risco tem sido usado em pesquisas de seguimento para identificar indivíduos com alto risco clínico para desenvolverem estas doenças. Um exemplo análogo da evolução do estado mental de risco para uma doença psiquiátrica seria a evolução do sobrepeso para a obesidade.

## Estado Mental de Risco na prática clínica atual
O Estado Mental de Risco tem sido usado especialmente em estudos voltados para o entendimento das psicoses, como esquizofrenia e transtorno bipolar. Alguns centros no mundo tem se dedicado a estudar o Estado Mental de Risco, buscando identificar anormalidades nos genes, no cérebro ou no funcionamento psicológico desses indivíduos antes do surgimento das doenças propriamente ditas. Entre estes destacam-se o The Personal Assessment and Crises Evaluation (PACE) na Austrália e o Programa de Reconhecimento e Intervenção de Indivíduos em Estados Mentais de Risco (PRISMA) da Universidade Federal de São Paulo, no Brasil.